# Acacia laevigata
Acacia laevigata é uma espécie de leguminosa do gênero Acacia, pertencente à família Fabaceae.